# Bapchild
 (juillet 2018).
Si vous disposez d'ouvrages ou d'articles de référence ou si vous connaissez des sites web de qualité traitant du thème abordé ici, merci de compléter l'article en donnant les références utiles à sa vérifiabilité et en les liant à la section « Notes et références ».
Bapchild est une localité du comté du Kent, en Angleterre. Elle se trouve sur l'ancienne voie romaine (Watling Street), aujourd'hui l'A2. Selon le recensement de 2001, la paroisse comptait 1 068 habitants, puis 1 141 lors du recensement de 2011.